# Canon FT QL

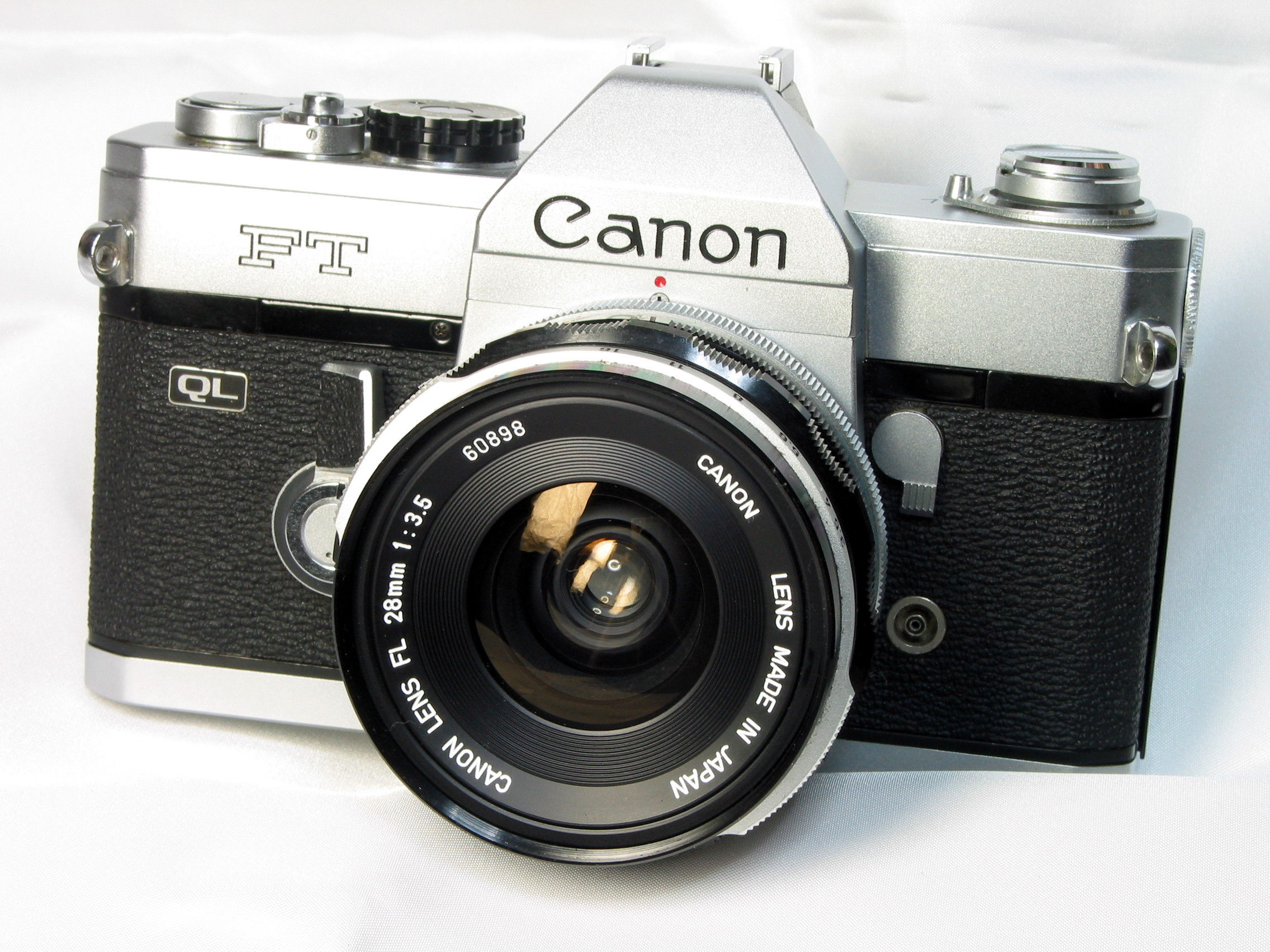
FT QL de 1966 avec objectif FL 28 mm f/3,5.

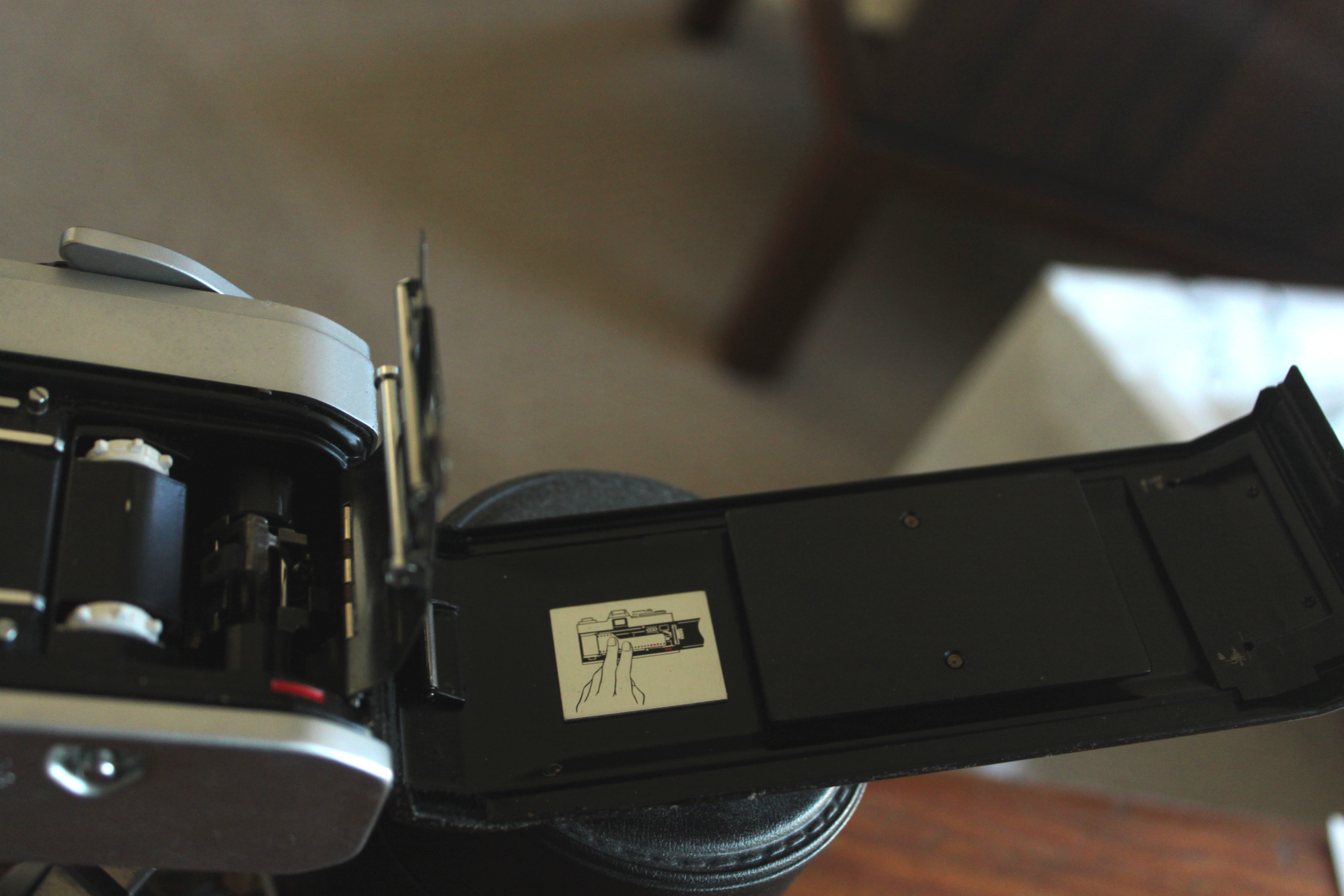
Le "chargeur rapide" Canon dans un Canon FTb

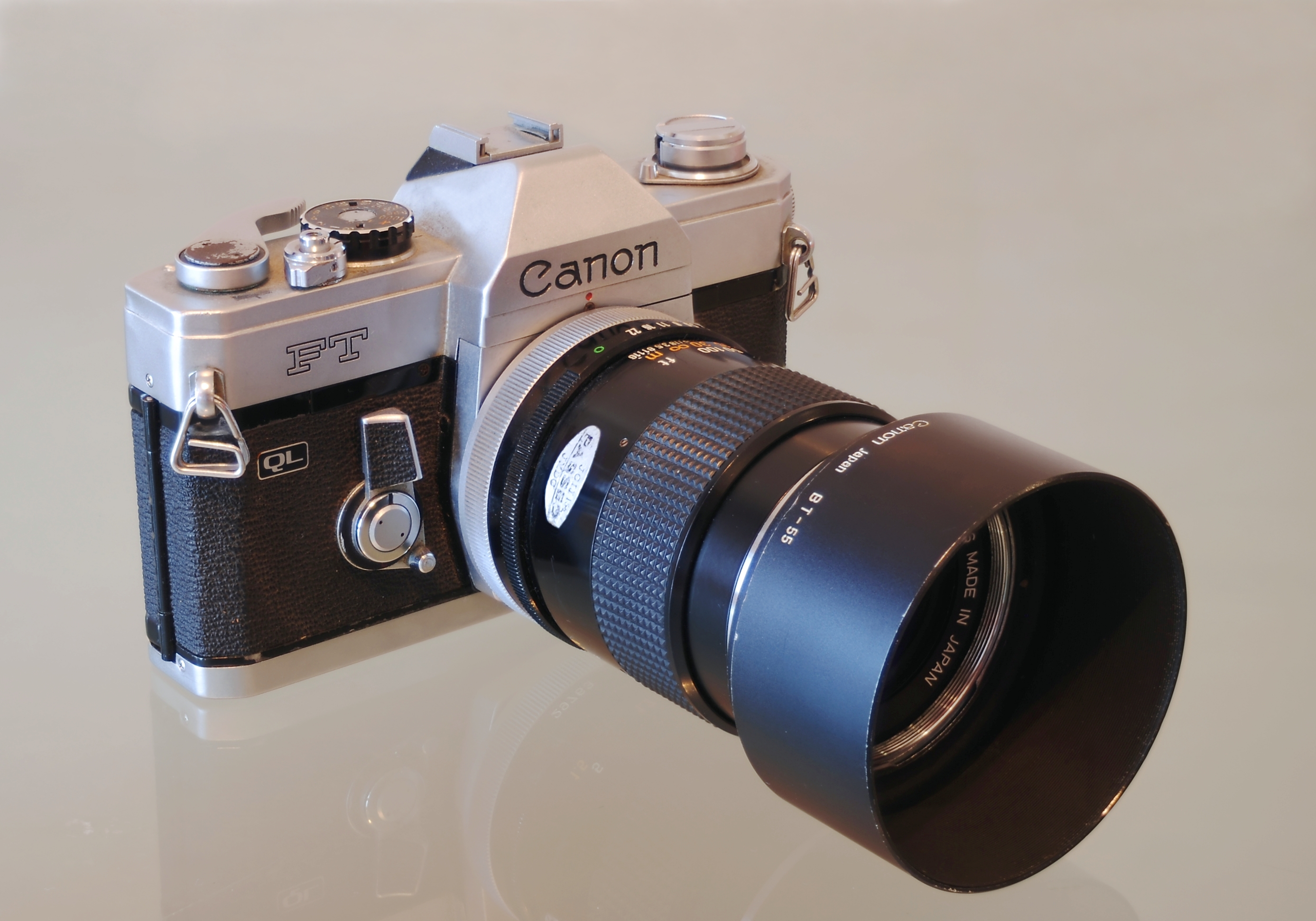
FT QL avec objectif Canon FD 135 mm f/3,5

Le Canon FT QL est un appareil photo reflex mono-objectif 35 mm lancé par Canon en mars 1966. Il est muni de la monture d'objectif Canon FL. Le FT peut également fonctionner avec les objectifs en monture FD mais la monture R antérieure n'est pas compatible malgré la similitude des baïonnettes à cause d'un fonctionnement différent du poussoir de diaphragme. Les objectifs disponibles pour les kits standards étaient le 50 mm f/1,8, le 50 mm f/1,4 et le 58 mm f/1,2, l'option "boîtier nu" a été proposée plus tard.
FT QL a été lancé en mars 1966, un an après le Canon Pellix à miroir semi-transparent. Le FT QL possède un miroir reflex normal à retour instantané et offre une Mesure TTL de l'exposition. La mesure de lumière se fait à ouverture réelle, la fermeture du diaphragme et la mise en route de la cellule se faisant par le levier en façade. Le pentaprisme est fixe. 
L'obturateur plan focal à rideaux textiles défilants horizontalement donne les vitesses de 1 seconde à 1/1000 et une pose B. La vitesse de synchronisation flash est de 1/60 s. Un retardateur de 8 à 10 secondes, s'actionne en poussant le levier de mesure de la lumière dans l'autre sens.
Le miroir peut être verrouillé (en) pour réduire les vibrations ou pour être utilisé avec des objectifs FL spéciaux comme le grand angle 19 mm f3.5 qui pénètre dans le boitier et bloquerait le miroir.
La désignation QL fait référence au système de  chargement rapide (Quick loading) de Canon. Un dispositif à charnière à ressort en acier inoxydable à l'intérieur du dos facilite le chargement du film. Il suffit de placer l'amorce du film dans le QL et de refermer le dos.
Un accessoire, le Canon Booster, fonctionne uniquement avec le FT QL et le Pellix QL. Il s'agit d'un accessoire enfichable qui se place sur la griffe porte-accessoire et augmente la sensibilité de mesure d'un facteur 16 pour mesurer l'exposition dans des conditions de faible luminosité. Son utilisation est délicate et il est préférable de le réserver à une utilisation sur trépied.
Le Canon FT fait partie d'une série de trois appareils photo fondamentalement identiques commercialisés à cette époque. Le premier est le Canon FX avec une cellule non TTL placée en façade. Le FP d’entrée de gamme n’a pas de cellule intégrée. Le Canon FT QL est le haut de gamme. Il est développé pour lutter contre la popularité croissante des reflex Pentax Spotmatic (en) et Topcon RE Super.
Le FT QL et ses dérivés ont constitué une étape importante pour Canon, ouvrant la porte à des versions améliorées comme le FTb et le système d'appareil photo professionnel complet F-1. La production du FT QL a pris fin en 1972 après le lancement du Canon FTb mesurant la lumière à pleine ouverture.

## Le Canon TL
Le Canon TL est une version simplifiée et moins coûteuse du Canon FT QL lancée en février 1968. La vitesse d'obturation maximale est de 1/500 s, il n'a pas de retardateur et il ne dispose (normalement) pas du système de chargement rapide du film (QL). Cependant certains exemplaires possèdent ce système.